# Burg Ziegenberg (Wilhelmshausen)
Die Burg Ziegenberg, auch Ziegenburg genannt, ist eine abgegangene Spornburg auf einem Sporn bei 145 m ü. NN über der Fuldaschleife 800 Meter östlich des Ortsteils Wilhelmshausen der Gemeinde Fuldatal im Landkreis Kassel in Nordhessen.
Vermutlich wurde die Burg im 11. Jahrhundert erbaut und war wahrscheinlich im Besitz einer Linie der Herren von Cygenberg von der ca. 20 km entfernt liegenden Burg Ziegenberg oberhalb von Ziegenhagen bei Witzenhausen, worauf die Erwähnung eines Dedo von Cygenberg 1093 hinweist, dessen Gattin eine Gräfin von Dassel war. Möglicherweise handelt es sich sogar um den abgegangenen Stammsitz derer von Cygenberg.
Der heutige Burgstall der ehemals kleinen Burganlage zeigt keine Reste mehr und ist überbaut.